# Cillian
Cillian (irisch: [cɪˈlʲiən̪ˠ], englisch: [ˈkɪliən]) ist ein männlicher Vorname.

## Herkunft und Bedeutung
Ursprünglich handelt es sich bei Cillian um einen irischen Beinamen. Dabei handelt es sich entweder um einen Diminutiv von ceallach „Konflikt“, „Streit“, oder von ceall „Kloster“, „Kirche“.

## Verbreitung
Cillian ist in erster Linie in Irland verbreitet. Seit 1990 gehört er dort zu den 100 meistgewählten Jungennamen. Seine Popularität stieg im Laufe der Jahre weiter an. Im Jahr 2021 trat er mit Rang 9 erstmals in die Top-10 der Vornamenscharts ein.
In Nordirland trat Cillian im Jahr 2007 mit Rang 79 in die Top-100 der Vornamenscharts ein. Im Jahr 2008 belegte er Rang 8 der Hitliste.
In Deutschland kommt der Name nur äußerst selten vor. Zwischen 2010 und 2021 wurde er insgesamt nur etwa 60 Mal als Vorname gewählt.

## Varianten
- Deutsch: Kilian
  - Diminutiv: Lian
- Französisch: Kilian, Killian, Kylian, Kyllian
- Irisch: Cillín, Kilian, Killian
- Spanisch: Kilian

## Bekannte Namensträger
- Cillian Murphy (* 1976), irischer Schauspieler
- Cillian Sheridan (* 1989), irischer Fußballspieler